# Celama fumosa
Celama fumosa är en fjärilsart som beskrevs av Berger 1918. Celama fumosa ingår i släktet Celama och familjen trågspinnare. Inga underarter finns listade i Catalogue of Life.